# Bertil Englert
Bertil Gunnar Englert, född 8 mars 1932 i Helsingborg, är en svensk målare, tecknare och grafiker.
Englert studerade vid Valands målarskola i Göteborg 1951–1952 samt en fil. mag. vid Lunds universitet 1953–1957 och konst vid Konstakademien i Stockholm 1957–1963. Separat har han ställt ut på bland annat Hässleholm kulturhus, Nordiska ministerrådet i Köpenhamn, Vikingsbergs konstmuseum och Västerbottens museum i Umeå och han har medverkat i samlingsutställningarna Carl Larsson o Co på Dunkers kulturhus i Helsingborg, Open art i Örebro, Dansk-svenska skulpturbiennalen i Malmö och Köpenhamn,Ars Baltica på Kulturhuset i Kiel och Unga tecknare på Nationalmuseum. Bland hans offentliga arbeten märks utsmyckningarna för Hilleröd sygehus i Danmark, Fornhöjdens vårdcentrum i Södertälje, Huddinge vårdcentral, en triptyk till Slussens T-banestation, en scenridå till Albyskolan i Botkyrka och utsmyckning av Kristianstads lokalanstalt. Han har tilldelats stipendier från Helge Ax:son Johnsons fond, Ängelholms kulturpris, Stockholms läns landstings stipendium, Botkyrka kulturstipendium, Grekiska statens utbytesstipendium samt ett 15-tal statliga arbetsstipendier, konstnärsbidrag och arbetsbidrag. Vid sidan av sitt eget skapande har han varit lärare vid Gerlesborgsskolan och gästföreläsare på Konsthögskolan, Konstfack och Nyckelviksskolan. Englert är representerad vid Moderna museet, Malmö museum, Helsingborgs museum, Invandrarmuseet i Botkyrka, Teckningsmuseet i Laholm, Majdanek museum i Polen, Statens konstråd, Sveriges Radio-TV, Gustav VI Adolfs samling och i 25 olika landsting och kommunala samlingar.